# 英国国家物理实验室

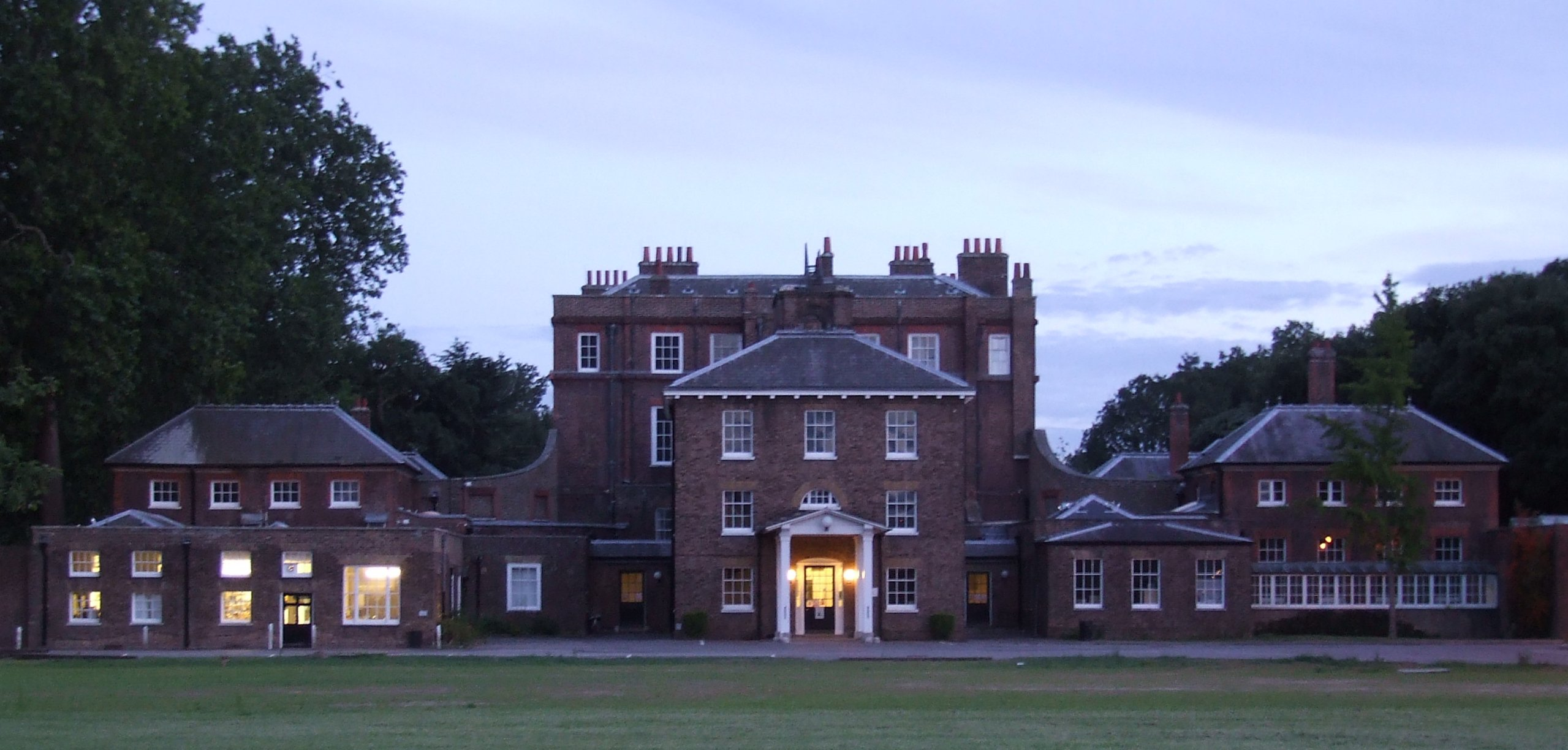
Bushy House

英国国家物理实验室（英語：National Physical Laboratory，縮寫：NPL）创建于1900年，坐落在英国伦敦特丁顿的灌木公园，它是英国国家测量基准研究中心，也是英国最大的应用物理研究组织。

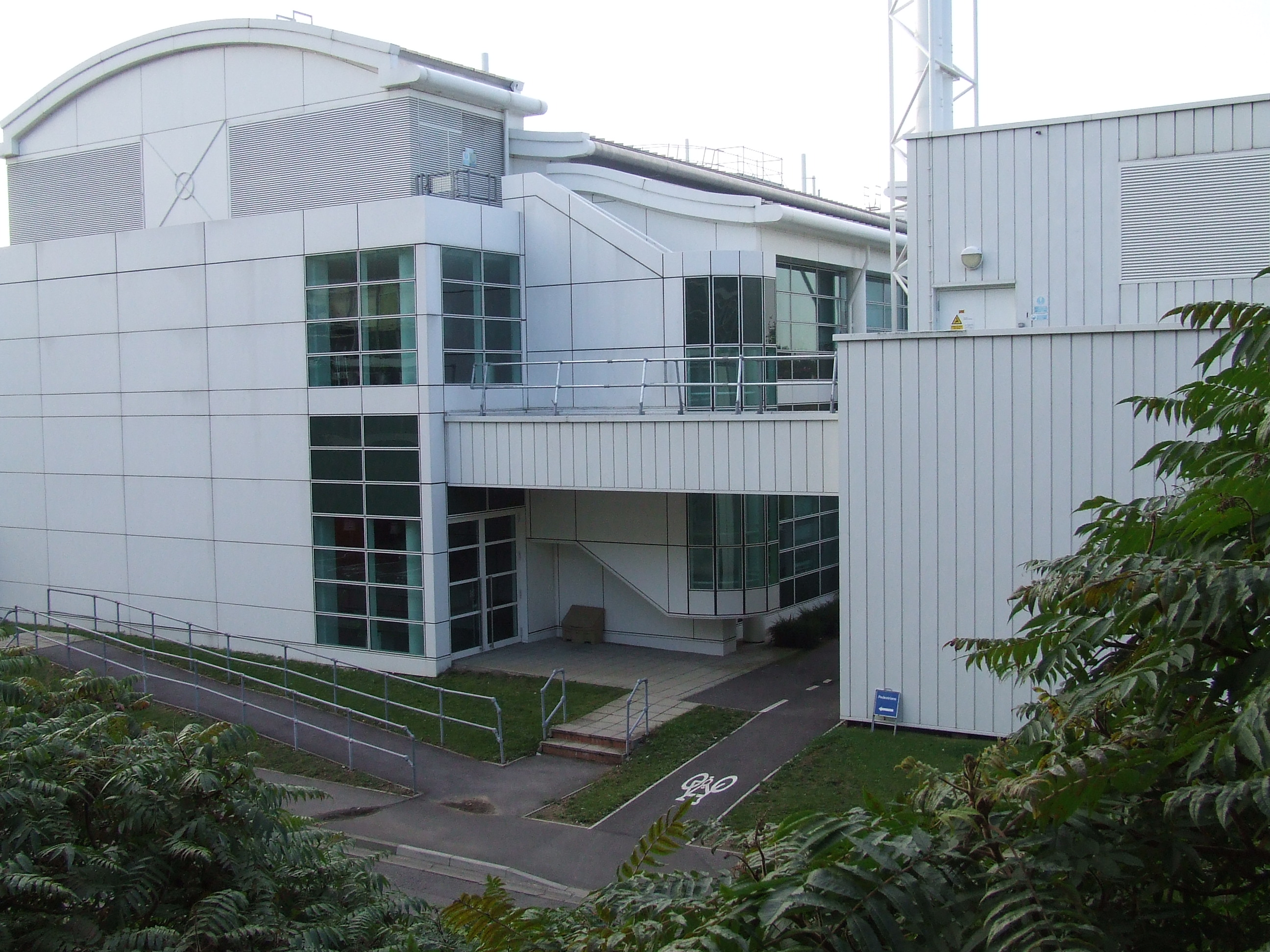
Part of the new building